# Lophorina
Lophorina är ett litet fågelsläkte i familjen paradisfåglar inom ordningen tättingar. Det består av tre arter:
- Västlig kragparadisfågel (Lophorina superba)
- Större kragparadisfågel (Lophorina latipennis)
- Mindre kragparadisfågel (Lophorina minor)

Vissa inkluderar även släktet Ptiloris i Lophorina. 